# Eckhard Krumpholz
Eckhard Krumpholz (* 4. Mai 1966 in Limburg) ist ein deutscher Fotokünstler. Er beschäftigt sich mit Fotografie unter und über Wasser.

## Leben
Eckhard Krumpholz wurde am 4. Mai 1966 in Limburg geboren. Seine Kindheit verbrachte er in Niederbrechen. Die Gymnasialzeit erlebte er in Limburg, wo er 1985 das Abitur an der Tilemannschule ablegte. Danach folgten 24 Monate Zivildienst. 
1981 erwarb Krumpholz seine erste Spiegelreflexkamera. Mit dieser erreichte er 1982 den ersten Photo-Preis (Lachende Ministranten bei der Bischofsweihe von Franz Kamphaus). 
1987 nahm er das Studium der Verwaltungswissenschaften in Frankfurt am Main auf und schloss dieses mit dem Diplom Verwaltungsfachwirt ab. 1989 absolvierte er ein Praktikum in einem Photolabor in Köln.
1994 erwarb Krumpholz den Tauchschein; danach sammelte er erste Erfahrungen mit der Unterwasserphotographie in Thailand mit einer Nikonos IV. 1995/96 folgten weitere Auslandsaufenthalte (u. a. Zimbabwe, Namibia, Südafrika, Madagaskar, Mauritius, Thailand, Malaysia, Singapur).
1996–2005 betrieb Krumpholz ein eigenes Photoatelier in Niederbrechen. 
1998 machte er eine Ausbildung zum Fachübungsleiter Tauchen und eignete sich die Nutzung einer Unterwasserspiegelreflexkamera an. 
Seit 1998 ist Krumpholz auf Unterwasserphotographie spezialisiert; er publiziert in zahlreichen nationalen und internationalen Fachzeitschriften; u. a. Geo-Saison, Chip Photo Video; Fotomagazin, Fotoforum, Nikon-Pro, pds-Photo-Shop, Atlantis, Aquanaut, Taucher, Unterwasser, Unterwasserwelt, Globetrotter, Aqva (Italien), Duiken (Niederlande), predelnaja glubina (Russland), Asian Diver (Singapur), Action Asia (Hongkong). Seit 1999 nimmt er erfolgreich an Unterwasser-Photomeisterschaften teil, u. a. war er mehrfacher Hessenmeister und Deutscher Meister in verschiedenen Disziplinen.
Seit 2000 ist Krumpholz Referent für diverse Unterwasser-Photo-Workshops und Fachzeitschriften; u. a. Workshopleiter für Nikon School in Düsseldorf, Fotogipfel Oberstdorf, Seetours auf dem AIDA-Clubschiff in der Karibik, UW-Photodays am Attersee; Unterwasser, Aquanaut, Fotoforum. Zudem ist er Vortragsreferent auf den Messen Boot Düsseldorf, Photokina in Köln, Referent auf Verbandsworkshops für den Verband deutscher Sporttaucher und den Hessischen Tauchsportverband. 
Seit 2004 setzt Krumpholz sich intensiv mit der Lahn auseinander. Er erstellte eine Langzeitdokumentation von der Quelle bis zur Mündung – über und unter Wasser. Hierfür erhielt er 2005 den Nassauer Kulturpreis. Verschiedene Fernsehsender (u. a. hr, swf, zdf) erstellten Dokumentationen über Krumpholz’ Lahndokumentation. Seit 2007 ist er freier Autor beim Tauchmagazin Unterwasser, seit 2008 Juror beim „visons“-Fotowettbewerb der Zeitschrift Unterwasser sowie Autor von Unterwasser-Fotoschulen für FotoMagazin, Atlantis, FotoForum, Unterwasser.
Bis heute hat Krumpholz über 1.000 Tauchgänge absolviert und über 60 Länder bereist.
Seit 2006 ist Krumpholz verheiratet und hat zwei Kinder.

## Ausstellungen und Ehrungen (Auswahl)
- 1999/2000 OVER EASY; Einzelausstellung: New York sw, Mannheim (Deutsch-amerikanisches Institut)
- 2000 CABO VERDE; Einzelausstellung: Santiago/Kapverden; Schwalbach/Taunus
- 2002 FACES UNDER SURFACE; Ausstellungsbeitrag YAM-Festival
- 2003, 2004, 2005 DAS GEKACHELTE MEER; Einzelausstellungen inszenierter UW-Fotografie; u. a. Nikon-Galerie Düsseldorf, Brieke-Galerie FFM, Naturfestival Glanzlichter FFB
- 2005 SCHWERELOS-Projekt in Zusammenarbeit mit der Lebenshilfe Limburg; UNTER WASSER KANN ICH FLIEGEN; Einzelausstellung, Kunstsammlung Stadt Limburg
- 2006 ff DIE LAHN VON UNTEN; verschiedene Einzelausstellungen; u. a. Zeche Zollverein, Essen; Kunstsammlungen der Stadt Limburg, Bad Ems, FFM; Wassersportmesse BOOT.
- 2010, 2015 GETEILTE ANSICHT: DIE LAHN UND DER DOM, Einzelausstellungen in der Kunstsammlung der Stadt Limburg.

## Auszeichnungen und Wettbewerbe (Auswahl)
- 1999 2. Platz Deutsche Fotomeisterschaft UW-Fotografie Kategorie „Diaporama“
- 2000 Div. Top 5 – Platzierungen Jahreswettbewerb Magazin UNTERWASSER
- 2001 Mitglied Deutsche Nationalmannschaft Unterwasser-Fotografie
- 2002 1. Platz Fete de l‘Image sous Marine, Straßburg Kategorie „S/W“
- 2002 1. Platz Hessenmeisterschaft „Schwimmbad“
- 2003 1. Platz Deutsche Fotomeisterschaft UW-Fotografie „Best of German Open“
- 2003 1. Platz Deutsche Fotomeisterschaft UW-Fotografie „Schwimmbad – Bewegung“
- 2003 Gesamtsieg German Open Hessen Live Pool Shootout
- 2003 1. Platz Fotowettbewerb des Online – Magazin UnterWasserWelt
- 2005 Nassauer Kulturpreis: Jurypreis Photographie